# Basil Boniface
Basil Boniface (* 6. Januar 1962) ist ein ehemaliger seychellischer Boxer.

## Sport
Boniface trat bei den Olympischen Sommerspielen 1984 in Los Angeles an. Im Weltergewicht kam er auf Rang 17.